# Torneo de Delray Beach 2013
El Delray Beach International Tennis Championships 2013 es un torneo de tenis profesional jugado en canchas duras. Se trata de la 21 ª edición del torneo que forma parte del ATP World Tour 2013 . Se colocará en Delray Beach, Estados Unidos entre el 25 de febrero y 3 de marzo de 2013.

## Cabezas de serie

### Individuales masculinos
| Tenista             | Ranking | Preclasificado |
| John Isner          | 16      | 1              |
| Tommy Haas          | 18      | 2              |
| Sam Querrey         | 21      | 3              |
| Kei Nishikori       | 22      | 4              |
| Alexandr Dolgopolov | 23      | 5              |
| Kevin Anderson      | 30      | 6              |
| Feliciano López     | 47      | 7              |
| Xavier Malisse      | 48      | 8              |

### Dobles masculinos
| Tenista                       | Ranking | Preclasificada |
| Bob Bryan Mike Bryan          | 3       | 1              |
| Colin Fleming Jonathan Marray | 41      | 2              |
| Ivan Dodig Marcelo Melo       | 49      | 3              |
| Johan Brunstrom Raven Klaasen | 105     | 4              |

## Campeones

### Individuales masculinos
vs 

### Dobles masculinos
/  vs  / 